# Baeocera bicolorata
Baeocera bicolorata – gatunek chrząszcza z rodziny kusakowatych, podrodziny łodzikowatych i plemienia Scaphisomatini.
Gatunek ten opisany został w 1972 roku przez Ivana Löbla jako Eubaeocera bicolor, jednak istniała już nazwa Baeocera bicolor i ten sam autor przenosząc gatunek do rodzaju Baeocera nadał mu w 1979 nowy epitet gatunkowy: bicolarata.
Chrząszcz o ciele poniżej 1,9 mm długości. W wyraźnie krótkich czułkach człony dziewiąty i dziesiąty są około 1,3 raza dłuższe niż szersze. Wyraźnie grube punktowanie pokrywa większą część zapiersia. Hypomeron bardzo delikatnie lub wcale niepunktowany. Pokrywy o przyciemnionej części wierzchołkowej. Rowek przyszwowy pokryw zaczyna się u ich podstawy, zakrzywia się wzdłuż krawędzi nasadowej i sięgając boków pokryw formuje pełny rządek bazalny, łączący się z rzędami bocznymi. Tylne skrzydła zredukowane.
Łodzikowaty ten zasiedla ściółkę i humus podłoża leśnego oraz mchy umiarkowanie do bardzo silnie wilgotnych, porastające kamienie i pnie.
Owad znany z filipińskiej wyspy Luzon, w tym prowincji Ifugao, Benguet i Mountain Province.